# Бигазиев, Надыр Якиевич
Надыр Якиевич Бигазиев (1924 год — 1994 год, Алма-Ата, Казахстан) — старший чабан Луговского конного завода № 97, Джамбулская область, Казахская ССР. Герой Социалистического Труда (1971).
Бригада чабанов под руководством Надыра Бигазиева досрочно выполнила коллективные социалистические обязательства и производственные задания Восьмой пятилетки (1966—1970) по овцеводству. 8 апреля 1971 года Указом Президиума Верховного Совета СССР удостоен звания Героя Социалистического Труда «за выдающиеся успехи, достигнутые в развитии сельскохозяйственного производства и выполнении пятилетнего плана продажи государству продуктов земледелия и животноводства» с вручением ордена Ленина и золотой медали Серп и Молот.
Избирался депутатом Верховного Совета Казахской ССР.
Последние годы своей жизни проживал в Алма-Ате, где скончался в 1994 году.
Память
- В Алма-Ате на доме № 2 в микрорайоне Коктем установлена мемориальная табличка в память о Надыре Бигазиеве[2].
- Его именем названа улица в селе Когершин района Турара Рыскулова Жамбылской области[3].